# 1697 au Canada
Pour un article plus général, voir Chronologie du Canada.
Cet article traite des événements qui se sont produits durant l'année 1697 au Canada.

## Événements
- 5 septembre : Bataille de la baie d'Hudson (1697).
- 21 septembre : Le Traité de Ryswick met fin à la Guerre de la Ligue d'Augsbourg.

## Naissances

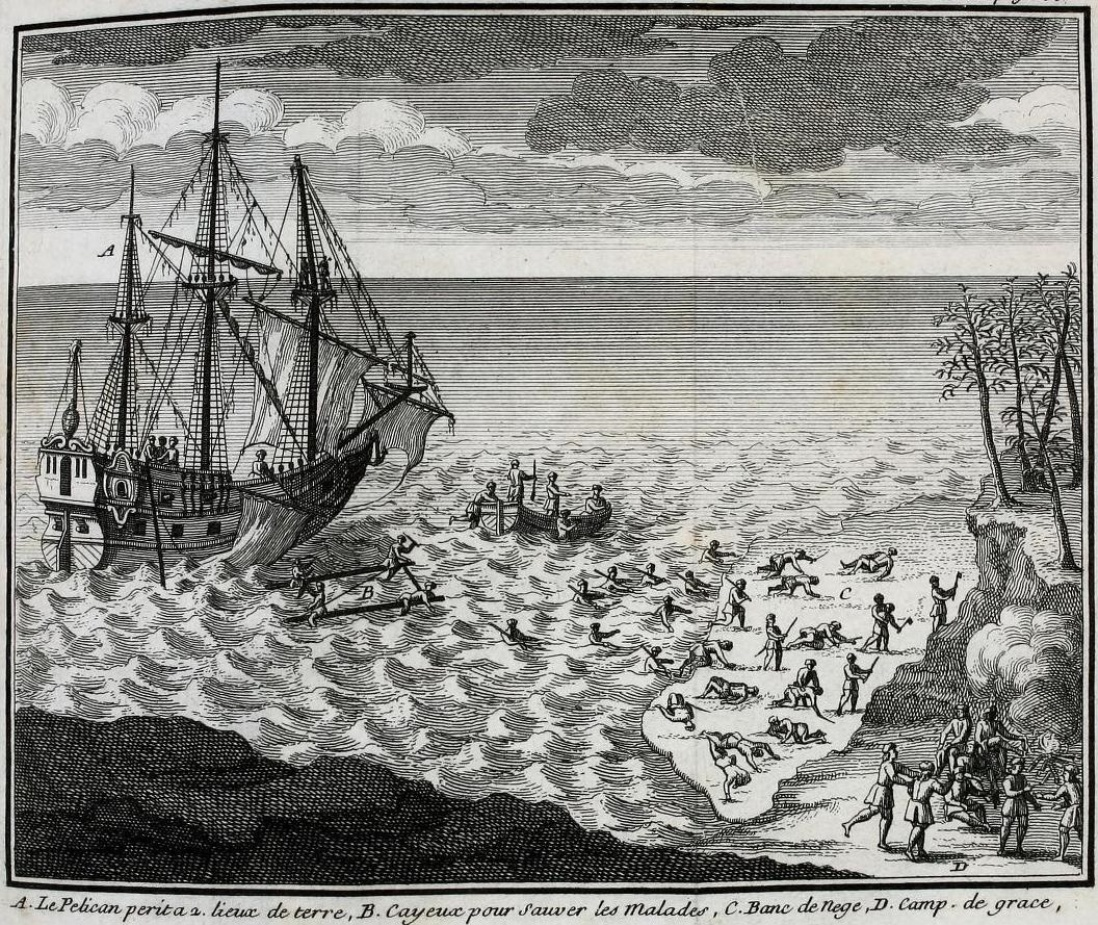
Le naufrage du Pélican

- 19 janvier : Thérèse de Couagne, femme de la petite noblesse de la Nouvelle-France († 26 février 1764).